# Diplophoenicus alluaudi
Diplophoenicus alluaudi là một loài bọ cánh cứng trong họ Cebrionidae. Loài này được Candèze miêu tả khoa học năm 1895.